# Virtual Address eXtension

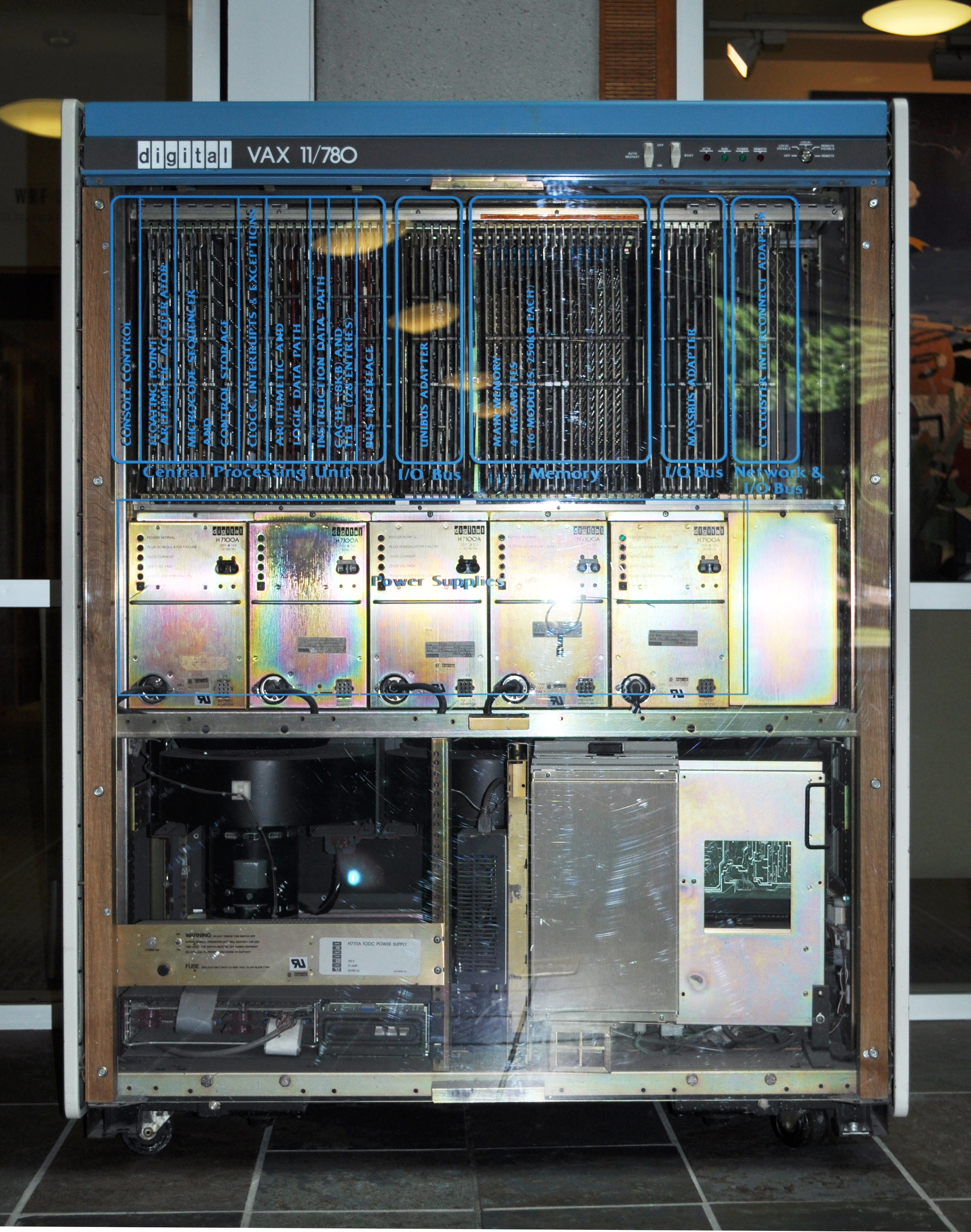
SPEC-1 VAX. Für das Benchmarking bei DEC eingesetzte VAX 11/780.

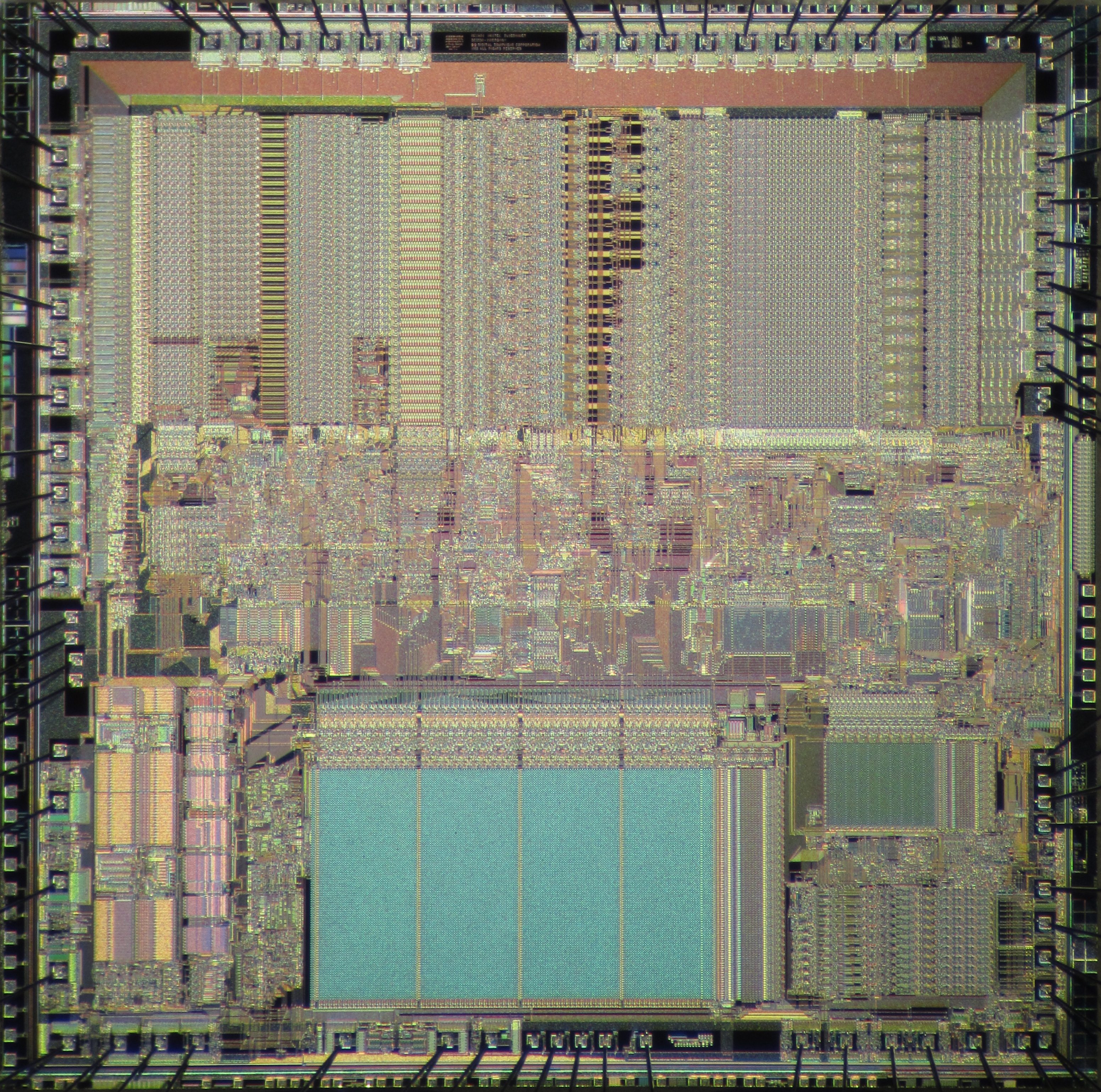
Prozessorkern (Die)-Foto eines DEC MicroVAX (78032, DC333R)

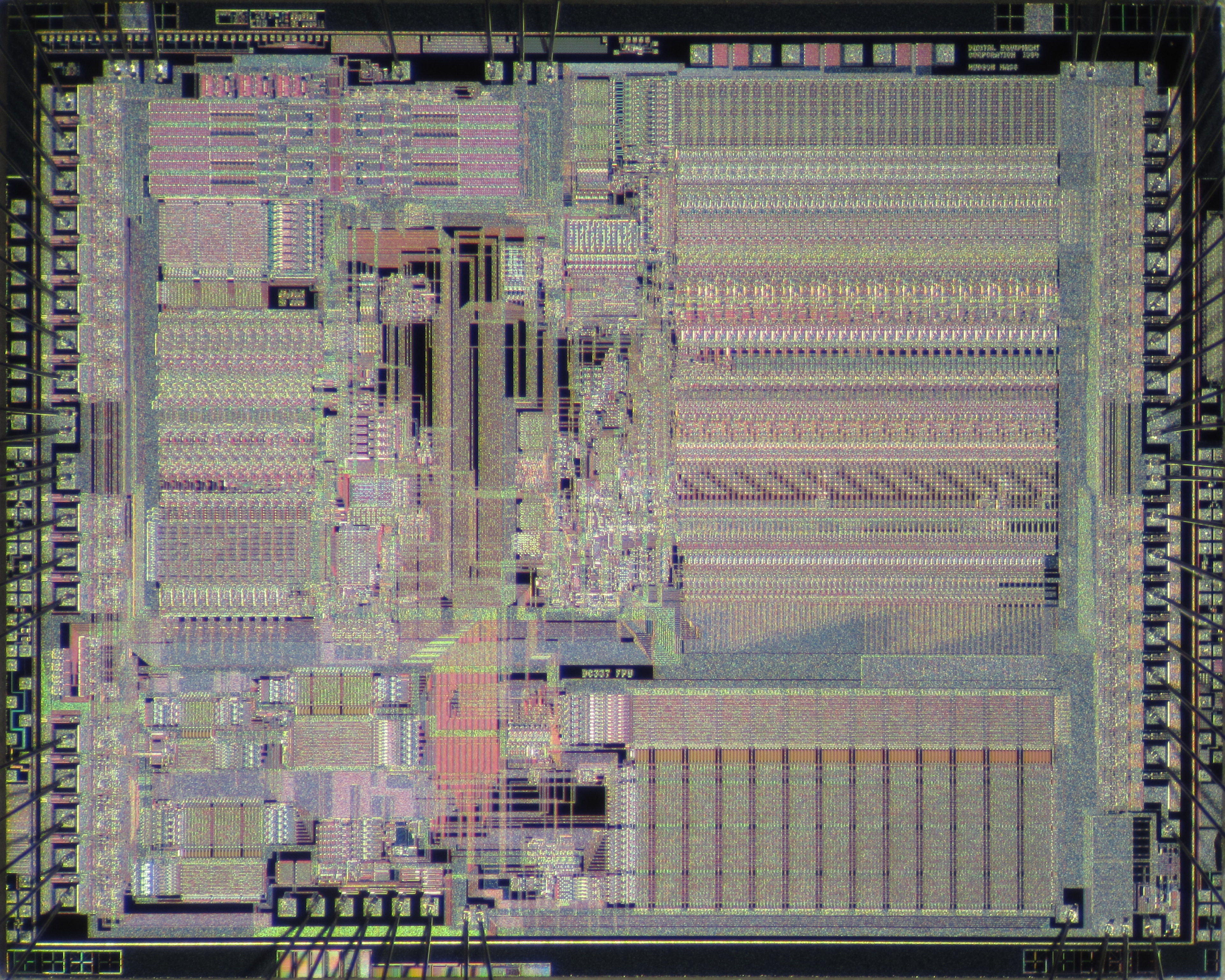
Die-Foto der zugehörigen DEC MicroVAX FPU (78132, DC337C)

Die VAX (Virtual Address eXtension) ist eine Rechnerarchitektur der Digital Equipment Corporation.

## Geschichte
Die erste VAX mit der Typenbezeichnung 11/780 kam im Oktober 1977 auf den Markt. Im Februar 1978 wurde ein spezielles Betriebssystem für die VAX mit der Bezeichnung VMS (Virtual Memory System) fertiggestellt, dessen Entwicklung gleichzeitig begonnen worden war. VAX-Rechner wurden bis zum Jahr 2000 verkauft.
Heute kommt diese Rechnerarchitektur noch im Militärbereich vor, zum Beispiel bei den Kampfflugzeugen F-15 und F/A-18 des Herstellers McDonnell Douglas (heute Boeing) oder im Minuteman Interkontinentalraketensystem.
Hauptarchitekt war William D. Strecker, ein ehemaliger Doktorand von Gordon Bell.

## Merkmale
Eines der Hauptziele bei der Spezifikation der VAX-Architektur war es, den 16-Bit-Adressraum des Vorgängers PDP-11 auf 32 Bit zu erweitern, also eine Erweiterung von direkt adressierbaren 64 kB auf – für damalige Verhältnisse zukunftssichere – 4 GB. Ursprünglich sollte die VAX-Architektur lediglich eine modifizierte PDP-11-Architektur mit Hardwareerweiterung zur Unterstützung von virtueller Speicherverwaltung sein, daher die Bezeichnung VAX (Erweiterung auf virtuelle Adressen). Im Laufe der Erstentwicklung wurde jedoch entschieden, eine neue Architektur zu schaffen, die im Vergleich zu PDP-11 inkompatible, aber auch zusätzliche Instruktionen, Datentypen und weitere Adressierungsmodi bietet.
Bei dem Design von VMS wurde auf Quellcode-Kompatibilität zu älteren Betriebssystemen geachtet, um bestehende Programme und Daten mit wenig Aufwand auf das neue System umsetzen zu können. Optional besaßen einige VAXen einen binary compatibility mode, in dem PDP-11-Programme direkt ausgeführt werden konnten. Da VMS als besonders stabiles und ausgereiftes Betriebssystem gilt, hat es vor allem im Finanzbereich und in der Luftraumüberwachung (zivil und militärisch) eine sehr große Verbreitung gefunden und wird immer noch als OpenVMS (auch für andere Hardwareplattformen) weiterentwickelt. Der aktuelle Lizenzinhaber HP (Hewlett Packard Enterprise) teilte am 10. Juni 2013 mit, dass er OpenVMS noch bis Ende 2020 unterstützen werde, und kündigte im Juli 2014 gemeinsam mit der VMS Software, Inc. (VSI) an, dass VSI die Weiterentwicklung von OpenVMS in Lizenz betreiben soll.

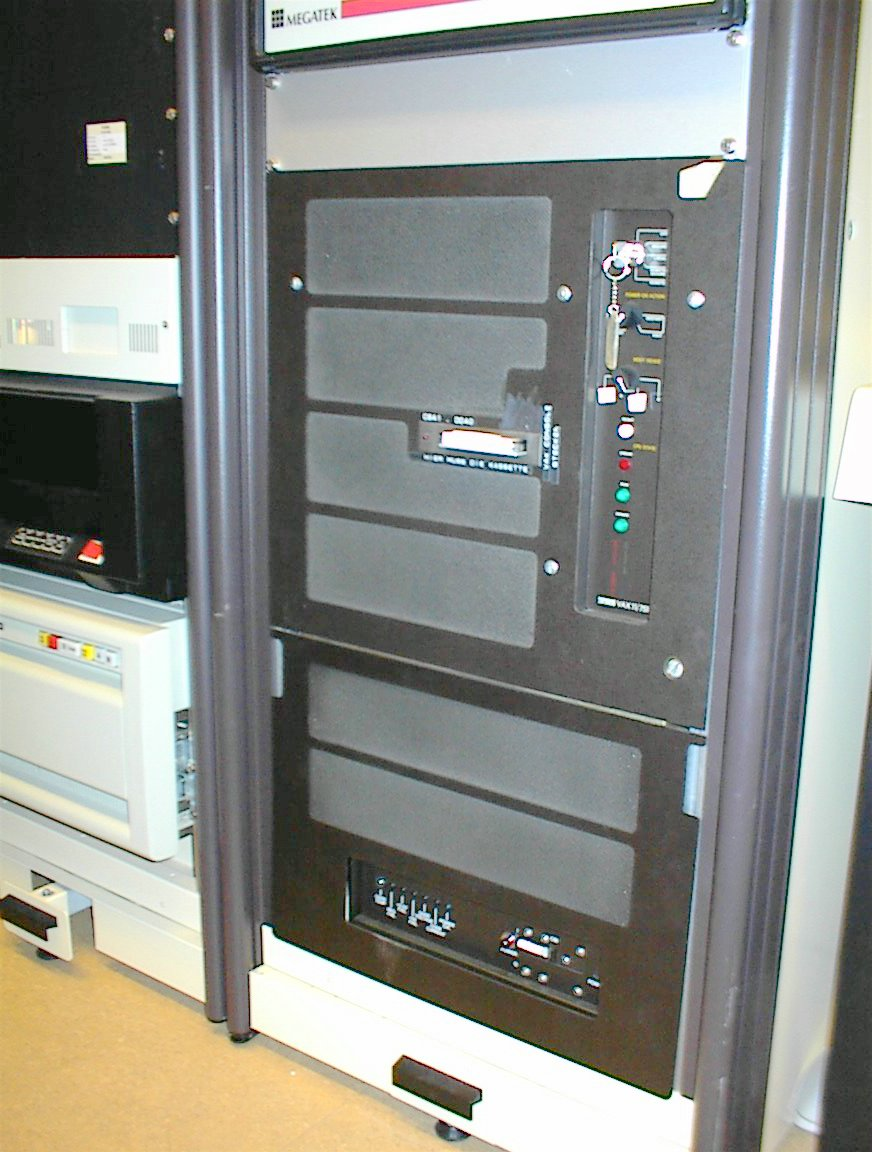
VAX11/751, in der Mitte das Boot-Laufwerk mit Bandkassette (Uni Kassel, Labor für Mensch-Maschine-Systeme, 1984–1995)
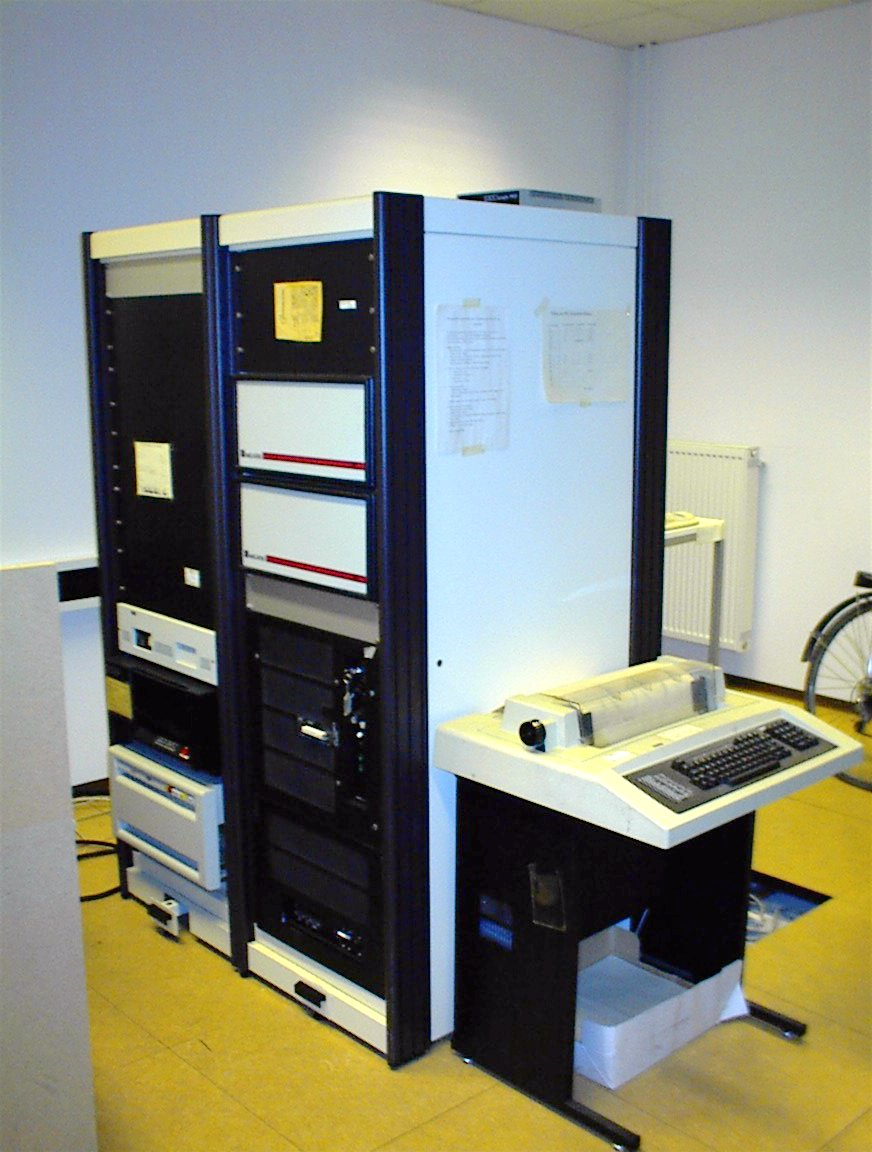
19″-Schränke mit VAX11/751 und MEGATEK Grafik (links), Band- und Plattenlaufwerke (rechts), davor Konsoldrucker (Uni Kassel)

## Prozessor

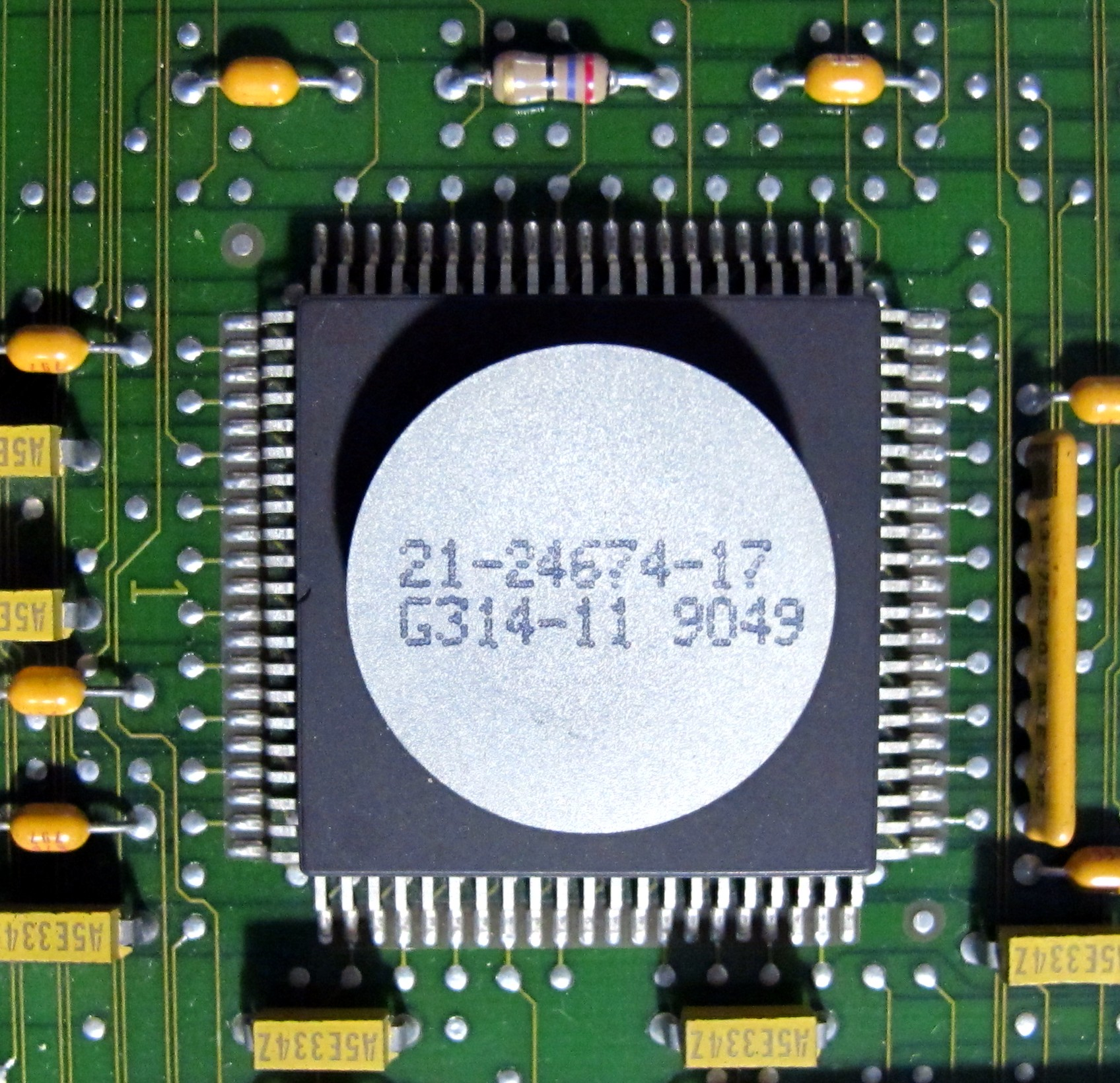
32-Bit-Hauptprozessor 78034 (CVAX) aus einer MicroVAX 3100

Die 32-Bit-VAX-Hauptprozessoren beruhten auf einem CISC-Befehlssatz, der aufgrund des gemeinsamen PDP-11-Vorbildes dem Befehlssatz der m68k-Prozessoren der Firma Motorola ähnelt, jedoch zusätzliche Befehle zur Betriebssystemunterstützung, etwa zur Warteschlangenverwaltung, bot. Die Prozessorfamilie wurde von dem ebenfalls von DEC entwickelten Alpha-Prozessor, einem 64-Bit-RISC-Prozessor abgelöst.
VAX-Computer waren nach den PDP-Rechnern die ersten Rechner, auf die das Betriebssystem Unix portiert wurde. Digital Equipment bot ein eigenes UNIX-Derivat namens ULTRIX neben dem firmeneigenen VMS als Betriebssystem an. Mittlerweile wurden auch die Open-Source-Betriebssysteme NetBSD, OpenBSD und Linux auf VAX-Computer portiert.
Ursprünglich wurden die Rechner aus Standardbauteilen, etwa Bit-Slices und TTL-Logikschaltkreisen, aufgebaut. Später entwickelte Digital eigene VAX-Mikroprozessoren, die sogenannten MicroVAX-Prozessoren wie den MicroVAX 78032 oder CVAX, die jedoch nicht auf dem freien Markt verkauft wurden. Sie waren nur zusammen mit Rechnern der MicroVAX-Familie erhältlich.
Die Software SIMH kann ein komplettes MicroVAX-3900-System emulieren.

## Emulatoren
| Name       | Aktuelle Version | Letztes Release | System                     | Plattform           | Lizenz                  | Nach- weis |
| ---------- | ---------------- | --------------- | -------------------------- | ------------------- | ----------------------- | ---------- |
| SIMH       | 3.12-2           | 25. April 2022  | diverse sehr alte Computer | plattformunabhängig | modifizierte X11-Lizenz | [ 5 ]      |
| CHARON-VAX | 4.8              | 24. April 2017  | DEC VAX                    | Windows             | kommerziell             | [ 6 ]      |
| eVAX       | 1.1–1.2          | 31. Jan. 2000   | DEC VAX                    | plattformunabhängig | GPL                     | [ 7 ]      |